# Religion en Afrique du Sud
L'Afrique du Sud est un pays majoritairement chrétien.

## Christianisme

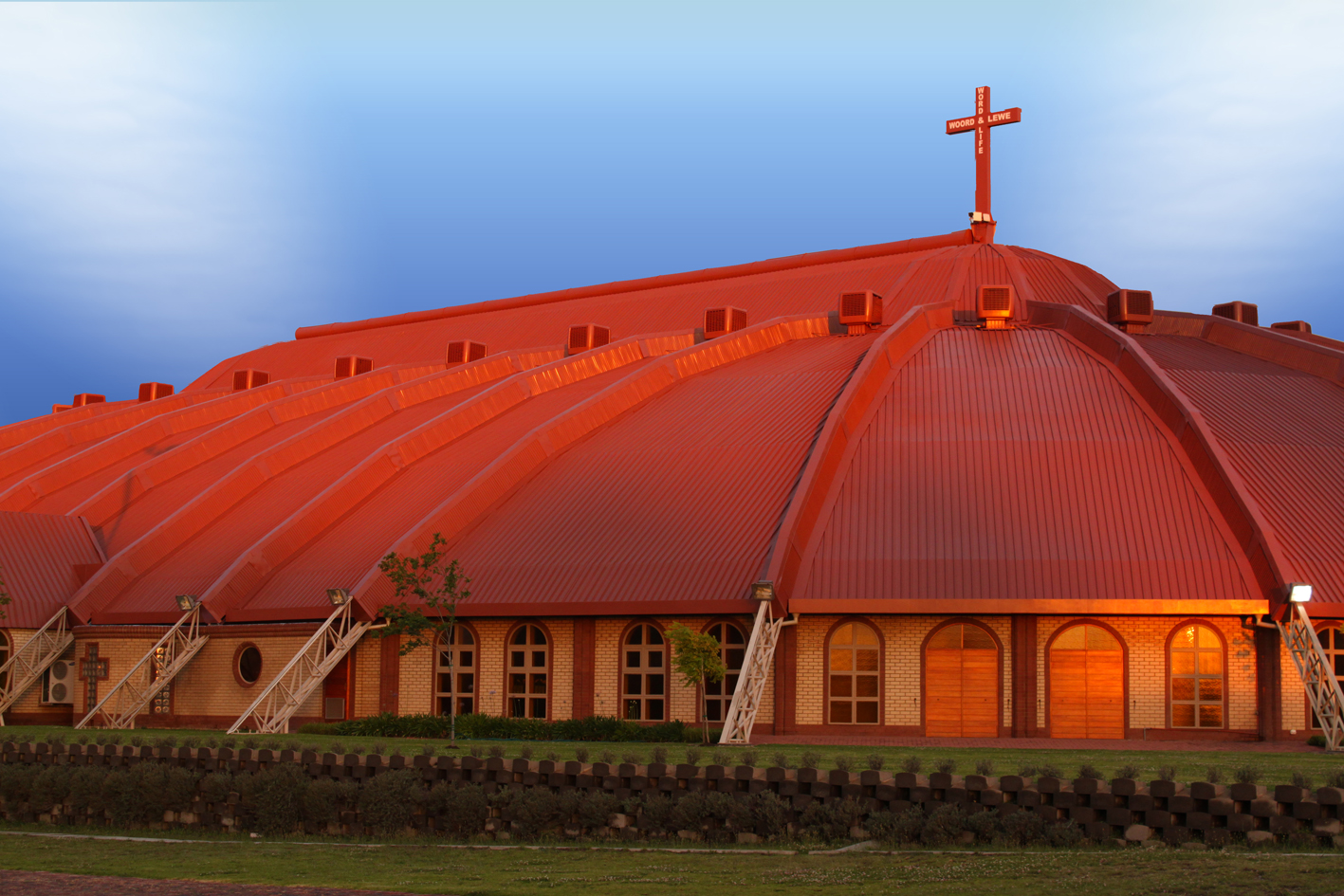
Extérieur de l'AFM Word and Life à Boksburg en Afrique du Sud.

En 1996, il y avait environ 3,3 millions de catholiques en Afrique du Sud, soit 6% de la population totale de l'Afrique du Sud.
L’Union baptiste d'Afrique australe a été fondée en 1877 par quatre églises baptistes anglophones et une église germanophone . En 2017, elle compte 610 églises et 48,000 de membres .
L'Église chrétienne de Sion, ou Zion Christian Church, serait la plus grande Église d'Afrique du Sud.

## Recensement
D'après le recensement de 2001, la répartition globale des religions en Afrique du Sud est la suivante :
| Religion                  | Nombre d'adhérents | Pourcentage de la population |
| ------------------------- | ------------------ | ---------------------------- |
| Christianisme             | 35 750 641         | 79,77 %                      |
| Sans religion             | 6 767 165          | 15,1 %                       |
| Islam                     | 654 064            | 1,46 %                       |
| Hindouisme                | 551 668            | 1,23 %                       |
| Religions traditionnelles | 125 898            | 0,28 %                       |
| Judaïsme                  | 75 549             | 0,17 %                       |
| Autre                     | 894 789            | 1,99 %                       |

## Repères 2022
- Religions traditionnelles africaines, dont culte des ancêtres (<1 %)

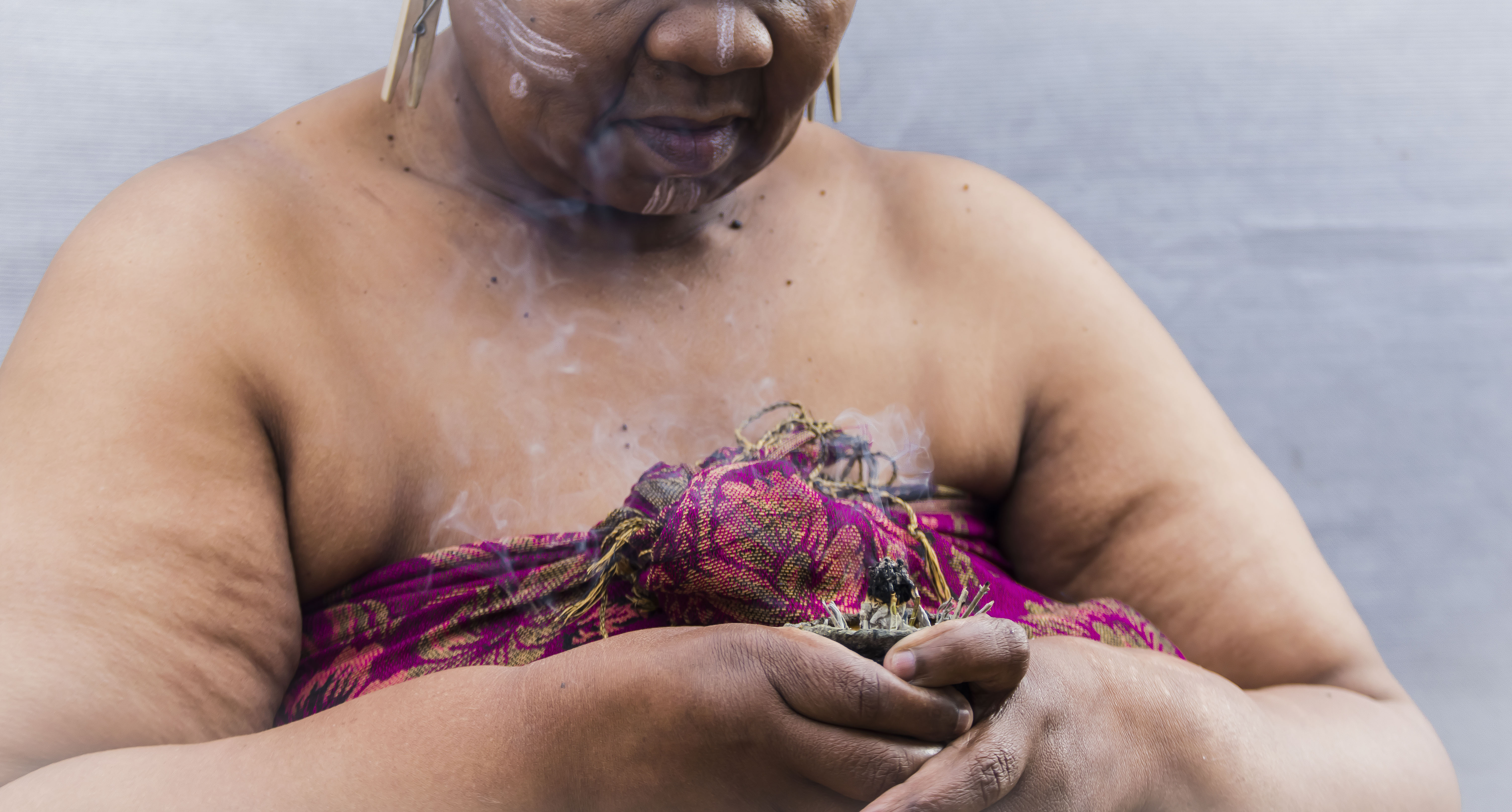
L'imphepho, une plante utilisée pour communiquer avec les ancêtres

  - Mythologie bantoue, Religion traditionnelle zoulou (en), Religion San (en)
  - Sangoma, tradipraticiens d'Afrique australe
  - Zionisme africain (en)
- Christianisme (80 %), dont Église chrétienne de Sion (13,9 %), 
  - Protestantisme en Afrique du Sud (en), Pentecôtisme (9,6 %), Méthodisme (9,2 %), Église réformée néerlandaise...
  - Église catholique en Afrique du Sud (en) (8,9 %)
  - Église de Jésus-Christ des Saints des Derniers Jours en Afrique du Sud (en)
- Islam en Afrique du Sud (<2 %)
- Hindouisme en Afrique du Sud (en) (>1 %), Jaïnisme

- Judaïsme (<1 %), Union des synagogues orthodoxes (en) (UOS), Histoire des Juifs en Afrique du Sud
- Irréligion en Afrique du Sud (en) (15 %), dont athéisme
- Autres (2 %), Bahaïsme en Afrique du Sud (en), Bouddhisme en Afrique du Sud (en), Néopaganisme en Afrique du Sud (en)...
- Liberté de religion en Afrique du Sud (en)